# Chrám svatého Mikuláše (Bubeneč)
Chrám či kaple svatého Mikuláše (Nikolaje), nebo též modlitebna profesorského domu, v Praze 6 – Bubenči (někdy nesprávně v Dejvicích), je nevelký pravoslavný chrám, resp. kaple, umístěná v suterénu česko-ruského profesorského domu. Jeho adresa je Rooseveltova 597/29.

## Historie

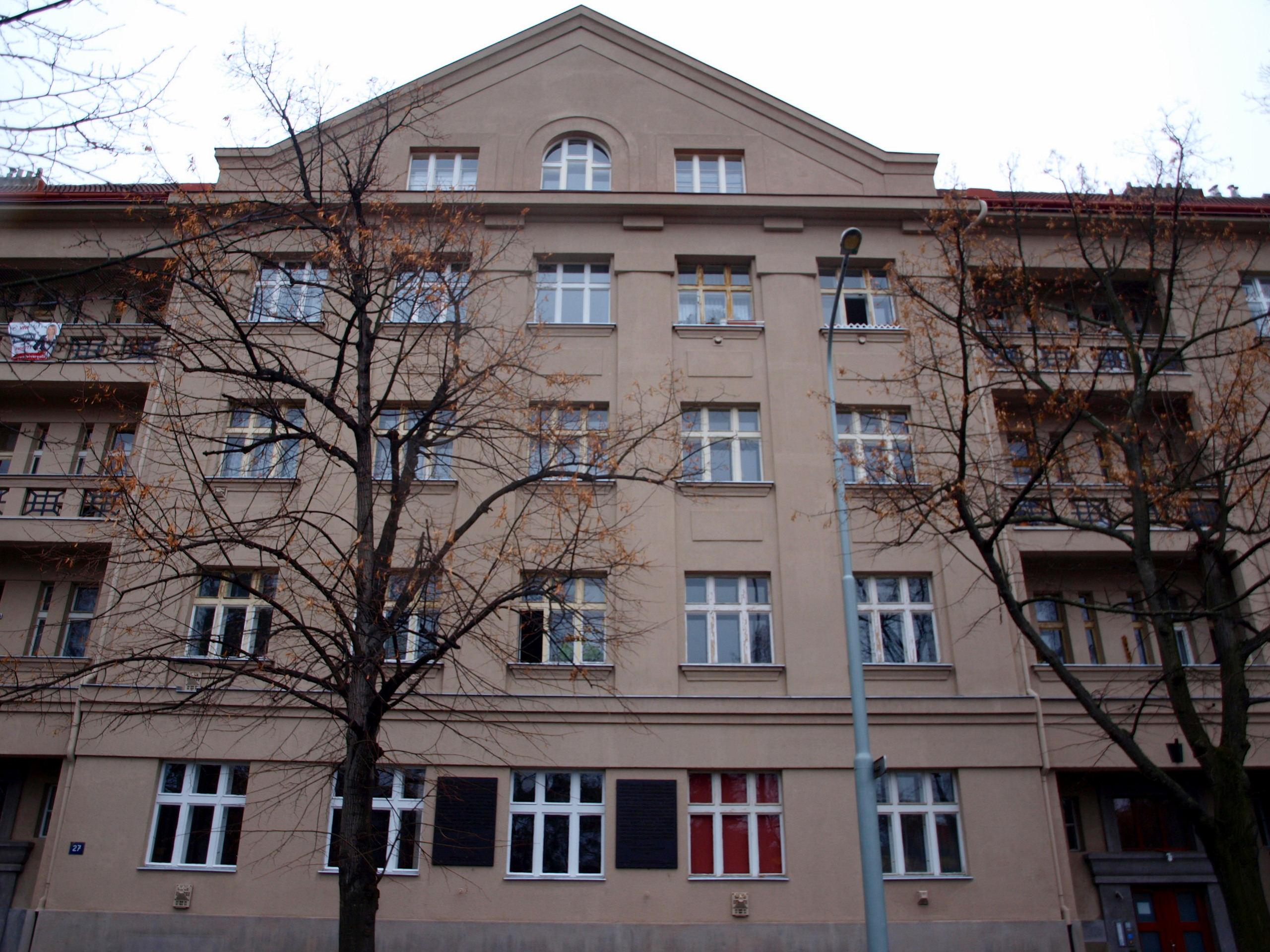
Profesorský dům s chrámem svatého Mikuláše v Rooseveltově ulici

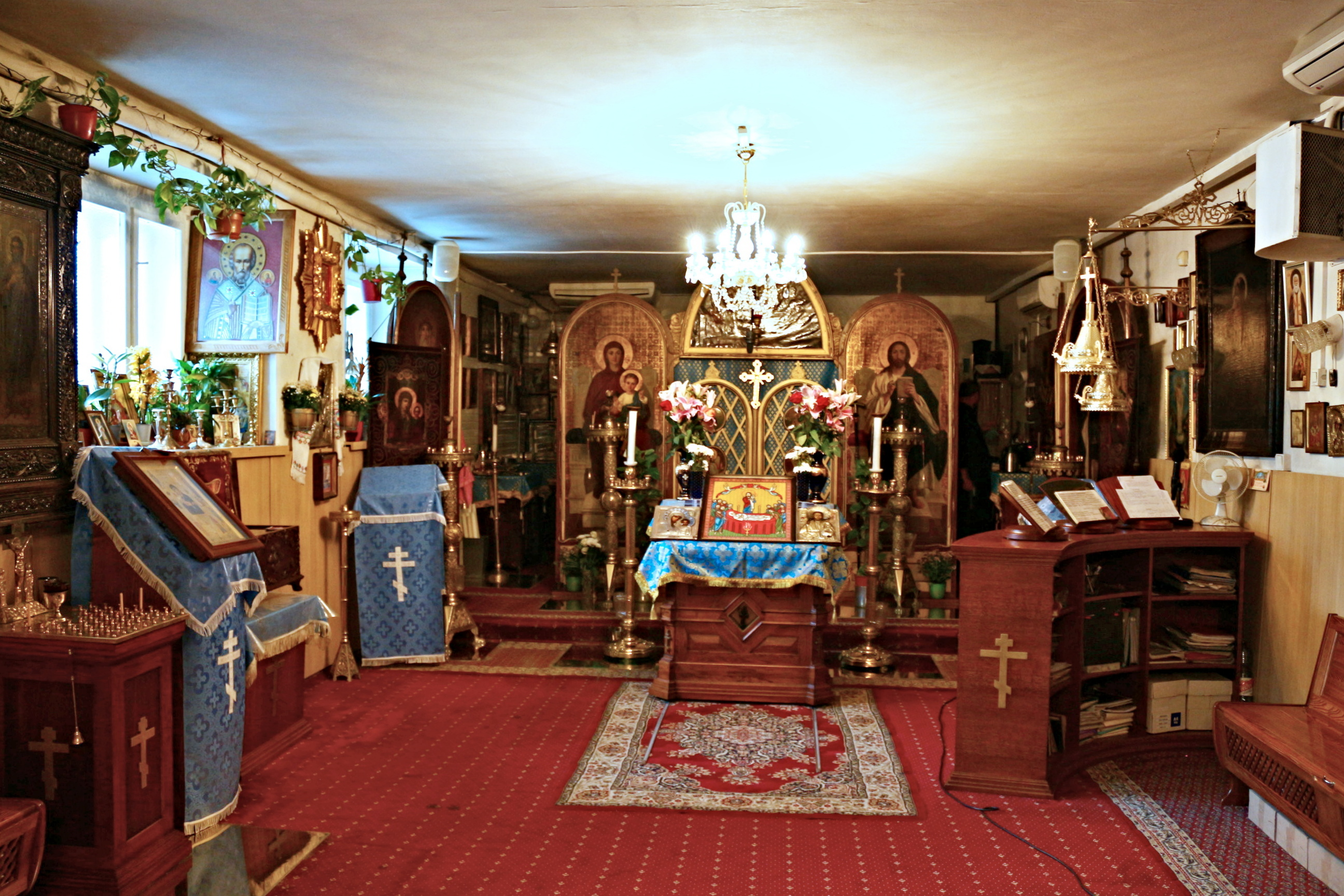
Interiér chrámu sv. Mikuláše

Brzy po přerušení pravoslavných bohoslužeb a duchovní činnosti v chrámu svatého Mikuláše na Staroměstském náměstí dal pražský pravoslavný biskup Sergij (Koroljov) své požehnání k otevření nového domovního chrámu svatého Mikuláše v „Profesorském domě“ (jinak též nazývaném "Bratskaja mogila") architektů Rudolfa V. Svobody a Alexeje Těrechova nedaleko rozhraní pražských obvodů Dejvice a Bubeneč.
V letech 1924-1925 bylo v Rooseveltově ulici společnými silami rusko-českého stavebního sdružení postaveno několik obytných domů pro profesorský a vysokoškolský pedagogický sbor, kulturní a vědecké osobnosti ruské emigrace. V suterénu jednoho z těchto domů byla vyhrazena nevelká místnost určená pro konání seminářů, kurzů pro děti, oslavy vánočních svátků a dalších společenských událostí. V těchto prostorách byla také vysvěcena jedna místnost jako domovní chrám.

## Současnost
V chrámu je pravidelně sloužena Božská liturgie. 